# Mermaid Melody: Pichi Pichi Pitch
Mermaid Melody: Pichi Pichi Pitch (マーメイドメロディーぴちぴちピッチ Māmeido Merodī Pichi Pichi Picchi?) es una serie de manga escrita por Michiko Yokote e ilustrada por Pink Hanamori. Fue publicada originalmente en la revista mensual Nakayoshi entre agosto de 2002 y marzo de 2005. Consta de 32 capítulos publicados (incluidos dos especiales) compilados en siete volúmenes. Pichi Pichi Pitch está basado en el cuento de La sirenita de Hans Christian Andersen, que trata sobre una sirena que se enamora de un humano y que se transforma en humana para conquistar su corazón.
La adaptación a serie de anime fue dirigida por Yoshitaka Fujimoto y consta de dos temporadas principales. La primera temporada consta de 52 episodios y se emitió en el canal TV Aichi desde el 5 de abril de 2003 hasta el 27 de marzo de 2004. La segunda temporada, titulada Mermaid Melody: Pichi Pichi Pitch Pure (マーメイドメロディーぴちぴちピッチピュア Māmeido Merodī Pichi Pichi Picchi Pyua?), consta de 39 episodios y fue emitida desde el 3 de abril hasta el 25 de diciembre de 2004.
En España, Portugal, Grecia y Francia la serie fue licenciada y distribuida por Sony Pictures Television bajo el título de Pichi Pichi Pitch. En España la primera temporada comenzó a emitirse en el canal Clan TVE desde el 30 de junio hasta el hasta el 9 de septiembre de 2008 y la segunda temporada desde el 10 de septiembre hasta el 3 de noviembre, a partir de su segundo pase la serie llegó a ser vista en Clan TVE por más de 1.110.000 espectadores en la primera semana de emisión y en Portugal fue la serie más vista en Canal Panda en enero de 2009 entre los niños. La serie se emitió en Disney Channel España desde 17 de octubre de 2011.

## Argumento
La serie trata de las respectivas princesas sirenas de los 7 mares, contando sus aventuras por el mundo humano. 
Luchia es la princesa sirena del Océano Pacífico Norte. Conocerá a Hanon, la princesa sirena del Océano Atlántico Sur, y a Rina, princesa del Océano Atlántico Norte. 
Juntas se deberán enfrentar contra las diablesas acuáticas para devolver la paz al mar y a todos los que lo habitan. 
Más tarde conocerán a Karen, princesa del Océano Antártico. Las cuatro deben salvar a las tres princesas sirenas capturadas, Noel, hermana gemela de Karen, princesa del Océano Ártico, Coco, princesa del Océano Pacífico Sur, y Sarah, princesa del Océano Índico.
En la segunda temporada aparecerá Seira, nueva princesa del Océano Índico. También aparecerá una rival amorosa para la princesa lucha donde quedaría en juego la decisión de Kaito Doumouto sobre los sentimientos que siente por ellas dos" y donde estará peligrando tanto la humanidad como el destino de los océanos pacifico norte, océano atlántico sur, océano atlántico norte, océano antártico, océano ártico, océano del pacifico sur y el propio futuro de la princesa seira por salvar el mundo de la destrucción de los malvados planes de Mikel. 

## Personajes
Luchia Nanami
Luchia es la protagonista de la serie. Es la princesa sirena de la perla rosa, y del Océano Pacífico Norte. Es torpe, distraída y despistada, pero también muy cariñosa. Decide instalarse junto a una sirena de su reino que se hace pasar por su hermana mayor, de nombre Nikora y con una extravagante anciana que ejerce como pitonisa, llamada Madame Taki. Con ellas lleva el llamado "Hotel Perla", en una isla japonesa. Luchia  suele ser inocente e infantil, pero también tiene un gran corazón y está dispuesta a darlo todo por sus amigos, especialmente por Kaito, quien termina siendo su novio. Muy unida a él, no soporta que otras chicas se le acerquen demasiado y tiende a ser muy celosa y a meterse en asuntos que no le conciernen, lo que provoca que se vea envuelta en más de un problema. Pero su bondad, amabilidad y gran corazón acaban con todas las dificultades.
Hannon Hōshō
Hannon es la segunda sirena en aparecer. Es la princesa sirena de la perla aguamarina, y del Océano Atlántico Sur. Al comienzo es sólo una compañera de estudio de Luchia, pero luego le revela a Hippo su verdadera identidad, por lo cual comienzan a unir bastante y terminan siendo mejores amigas. Suele ser muy atenta, pero eso cambia totalmente al conocer a Taro Mitsuki, el profesor de música del cual se enamora perdidamente a primera vista. Tiene una mascota llamada Pura-chan, una medusa ángel rosa. En la segunda temporada conoce a Nagisa, de quien se enamora, pese a que al principio lo rechazase.
Rina Tōin
Rina es la tercera sirena en aparecer. Es la princesa sirena de la perla verde, y del Océano Atlántico Norte. Es muy seria, madura y muy popular entre los chicos, ya que muchos intentan coquetear con ella. Siente una gran culpabilidad al recordar que Noel, la princesa sirena de la perla añil, fue secuestrada cuando esta intentaba protegerla de Gaito. Después de convivir un tiempo con Luchia y Hanon se vuelve más dulce y amable. En la segunda temporada se enamora de Masahiro, aunque al principio se siente confusa y no acepta sus sentimientos.
Karen
Karen es la cuarta sirena en aparecer, es la princesa sirena de la perla violeta, y del Océano Antártico. Su propósito es salvar a su hermana mayor (Noel) de las garras de Gaito, ya que fue capturada cuando intentó defender a Rina. Sin embargo, Karen cree que fue Rina la que dejó que la capturasen, por lo que guarda un cierto rencor aparentemente justificado. Ella se muestra apática al principio con el resto de sirenas, ya que no puede pensar en otra cosa que no sea su hermana, pero en el fondo tiene un gran corazón. Con respecto a su personalidad, posee un gran carácter y puede llegar a ser muy terca e incluso borde con los demás, sin embargo, también deja vislumbrar rasgos de nobleza, inocencia y gran bondad.
Noel
Noel es la quinta sirena en aparecer, es la princesa sirena de la perla añil, y del Océano Ártico. Tiene un carácter muy altruista, pues siempre está dispuesta a ayudar a los otros a riesgo de ponerse a sí misma en peligro. Su personalidad contrasta fuertemente con la de su hermana, ya que, al contrario que ésta, Noel es dulce, serena y agradable. Tiene una gran amistad con Coco, la princesa sirena de la perla amarilla .
Coco
Coco es la sexta sirena en aparecer, es la princesa sirena de la perla amarilla, y del Océano Pacífico Sur. Además de Noel, Coco también fue víctima de la ambición de Gaito, siendo secuestrada y su perla arrebatada. Es de naturaleza alegre y optimista. Su belleza y su gracia característica le brindan un gran éxito ante los chicos. Es muy buena amiga de Noel y era muy cercana a Sara.
Sara
Sarah es una sirena separada del resto, es la princesa sirena de la perla naranja, y del Océano Índico. Es un misterioso personaje que forma parte de las aliadas de Gaito. Fue el gran amor de Taro Mitsuki, no obstante, al creerse traicionada por éste, sucumbió a una enorme tristeza que la transformó en una mujer fría y cruel. Uniéndose a Gaito y consumida por el odio, lo incitó a atacar el mundo humano. En uno de los últimos capítulos de la primera temporada, Sarah hipnotiza a Taro y lo lleva al palacio de Gaito, ubicado en las profundidades, para que toque el piano. Sin embargo, su propia acción le hace abrir los ojos y descubrir que, en el fondo, nunca dejó de sentir amor por Taro. Tras esto, se une de nuevo a las princesas sirenas.
Seira
Es la sucesora de Sara,la princesa  portadora de la perla naranja, y del Océano Índico. Tiene 11 años, siendo la princesa más joven de todas. Relacionado con su carácter, se sabe que es bastante infantil, extrovertida, alegre y un poco hiperactiva. Es la aprendiz de Luchia, ya que ésta debe enseñarle los valores del amor y la amistad.
Kaito Doumouto
Kaito es el gran amor de Luchia, la princesa sirena del Pacífico Norte, ya que cuando lo rescató de un naufragio donde murieron sus padres, se enamoraron, y ella le confió su perla. Es el príncipe de la tribu de los Phantalassa y hermano pequeño de Gaito. 
Gaito
Gaito, es el rey de Phantalassa.
Desea atrapar a las princesas sirenas para poder dominar todos los reinos acuáticos y así extender su reino hasta la tierra. Es extremadamente fuerte y poderoso, pues controla el poder de la oscuridad. Este ser es el hermano de Kaito.

## Manga
El manga original, creado por Yokote con ilustraciones de Hanamori, comenzó a publicarse en la edición de septiembre de 2002 de Nakayoshi. Hay un total de 32 capítulos, con el último publicado en el número de abril de 2005 de dicha revista (publicado en marzo de 2005), y un total de siete volúmenes de tankōbon de Kodansha, los primeros seis contienen cinco capítulos cada uno y el último tiene dos. Fueron emitidos entre el 20 de marzo de 2003 y el 30 de abril de 2005.
Del Rey Manga adquirió los derechos para publicar el manga para la audiencia norteamericana. Comenzó a lanzar el manga en abril de 2006 bajo el título Pichi Pichi Pitch: Mermaid Melody. Las traducciones al inglés de los siete volúmenes se publicaron entre el 25 de abril de 2006 y el 30 de octubre de 2007. El séptimo volumen, además de los dos últimos capítulos, también contiene dos capítulos de vista previa de otros manga.
A principios del mes de Julio de 2021, concretamente el día 1, se empezó a especular sobre una secuela de la serie debido a una publicación de la página de Twitter Manga Mogura. Al día siguiente, se confirmó definitivamente que, tras casi 20 años de ausencia, la historia de Pichi Pichi Pitch volvería bajo el título de Mermaid Melody Pichi Pichi Pitch Aqua. Esta secuela, que ya ha sido lanzada en japón trata sobre la hija de Luchia Nanami y Kaito Doumoto y su nuevo interés amoroso. Su publicación empezó el 3 de Agosto de 2021 en el número de Septiembre de la revista Nakayoshi, que ya publicó el manga original.

## Canciones

### Temas de apertura y cierre
| OP1 (1–28) | la puerta al paraiso ~Tierra prometida~ (太陽の楽園 - Promised Land - Taiyou no Rakuen ~Promised Land~?)                    | Miyuki Kanbe                                 | Araceli Lavado                                                 |
| OP2 (29–52) | Notas del arco iris1 (Rainbow Notes)                                                                                        | Miyuki Kanbe                                 | -- sin doblaje --                                              |
| ED1 (1–28) | Cofre del tesoro (大事な宝箱 Daiji na Takarabako?)                                                                          | Asumi Nakata                                 | Araceli Lavado                                                 |
| ED2 (29–52) | El lugar donde primero amanece (世界で一番早く朝が来る場所 Sekai de Ichiban Hayaku Asa ga kuru Basho?) (solo en EP.18 PURE) | Asumi Nakata, Hitomi Terakado y Mayumi Asano | Carolina de Juan, María de Juan, Soledad Pilas y Paloma Blanco |
| Notas: 1. El segundo opening no fue doblado al castellano. Las imágenes se emitieron intactas junto con el audio del primer opening al igual que el segundo ending, pero fue usado como insert song en la serie. | |                                              |                                                                |

### Temas de los personajes
Nota: Solo se usan los títulos en japonés.
Luchia Nanami
- 「Splash Dream」 (Lit. "Sueño que salpica")
- 「恋はなんだろう」 (Lit. "¿Qué es el amor?")
- 「MOTHER SYMPHONY」

Hanon Hosho
- 「Ever Blue」 (Lit. "Siempre azul")
- 「水色の旋律」 (Lit. "Melodía aguamarina")

Rina Tōin
- 「Star Jewel」 (Lit. "Joya estelar")
- 「Piece of Love」 (Lit."Pedacito de amor")

Karen
- 「オーロラの風に乗って」

Sarah
- 「Return to the Sea」

Seira
- 「Beautiful Wish」
- 「Birth of Love」

Hermanas Belleza Negra
- 「黒の協奏曲 〜concerto〜」
- 「闇のBAROQUE -バロック-」

Lady Bat
- 「暗黒の翼」

Lanhua
- 「花と蝶のセレナーデ」

Alala
- 「Star☆メロメロHeart」

Lord Mikel
- 「翼を抱いて」

Michal Amagi
- 「明日が見えなくて」

Luchia, Hannon y Rina en conjunto
- 「Legend of Mermaid」 (Lit. "Leyenda de sirenas")
- 「Super Love Songs!」
- 「KIZUNA」
- 「夢のその先へ」
- 「七つの海の物語〜Pearls of Mermaid〜」
- 「KODOU〜パーフェクト・ハーモニー〜」

## Videojuegos
Konami desarrolló tres videojuegos basados en Mermaid Melody exclusivamente en Japón para la consola Game Boy Advance durante la emisión del anime, los tres poseen un sistema multijugador e interpretación de voces con el reparto original:
- Mermaid Melody: Pichi Pichi Pitch (マーメイドメロディーぴちぴちピッチ Māmeido Merodī Pichi Pichi Picchi?) 
 Un videojuego basado en Dance Dance Revolution, contiene 8 canciones del anime. Se puso a la venta el 9 de agosto de 2003.[3]
- Mermaid Melody: Pichi Pichi Pitch - Pichi Pichi Party (マーメイドメロディーぴちぴちピッチ ぴちぴちパーティ Māmeido Merodī Pichi Pichi Picchi Pichi Pichi Pāti?)
 Un videojuego de juego de mesa virtual, con una jugabilidad similar a los de la saga Mario Party. Se puso a la venta el 18 de diciembre de 2003.[4]
- Mermaid Melody Pichi Pichi Picchi - Pichi Pichi Pitchito Live Start (マーメイドメロディーぴちぴちピッチ ぴちぴちっとライブスタート! Māmeido Merodī Pichi Pichi Picchi Pichi Pichi Pichitto Laivu Stato?) De similar estilo al primer videojuego, contiene 14 canciones y diversos minijuegos, además de modo historia que comprende entre los episodios 1 y 39 de la primera temporada del anime. Sin embargo, a pesar de esta entrega (junto con la primera) es un juego de música, no forma parte de Bemani.